# Shabeellaha Hoose
Shabele Inferior o Baix Shabele (somali: Shabeellaha Hoose; àrab: شبيلي السفلى, Xabīlī as-Suflà) és una regió administrativa (gobolka) al centre-sud de Somàlia. Limita amb les regions somalis de Banaadir, Shabeellaha Dhexe, Hiiraan, Bay i Jubbada Dhexe i amb l'oceà Índic. Rep el nom pel riu Shabele o Shabeelle. La capital és Marka.

## Llengua
En aquesta regió es parlen les dos variants del somali, l'af may (o may-may) i el maha o maha tiri; el primer era majoritari fins abans de la guerra, però l'establiment durant el règim de Barre de clans del nord cap a la regió, els desplaçaments causats per la guerra i les morts per les fams i inundacions, poden haver alterat aquesta circumstància. El règim de Somàlia del Sud-oest, de majoria rahanweyn i llengua af may, va reclamar aquesta regió com a part de la seva autonomia, però mai en va tenir el control.

## Administració i districtes
Fins al 1982, any en què es va refer el mapa administratiu, formava part de la gran regió del Banaadir o Mogadiscio amb la capital a Muqdisho, però actualment la capital és Marka. És la regió més poblada de Somàlia, fora de la capital de l'estat. Al territori hi viu una petita minoria de bantus.
La regió es va crear el 1982 amb sis districtes i la capital:
- Afgooye o Afgoi o Mark Afgooye
- Barawa o Braawe (Brava)
- Kurtunwarey o Kurtunwaarey
- Qoriyoley o Qoryoley
- Sablale o Sablaale
- Walaweyn o Walanweyne
- Merca o Marka (Capital)

Després es va afegir:
- Janale

## Clans
- Rahanweyn (Digil i mirifle) 
  - Geledi
  - Goobroon
  - Bagedi
  - Tunni
  - Jiiddo
  - Garre
  - Shantacaleemood (reer daafeed o barbaaro)
  - Dabarre
  - Boqolhore
  - Eelaay
- Hawiye
  - Wacdaan
  - Abgaal
  - Moobleen
  - Hawadle
  - Wadalaan
  - Ajuran
  - Baadicadde
  - Murusade
  - Karanle
  - Cayr
  - Silcis
  - Jiidle
- Dir
  - Biimaal
- Reer aw salaat
- Reer marka
- Reer baraawe
- Reer shabelle
- Yahar saalax
- Reer gosha

## Economia
La regió es dedica principalment a l'agricultura (les precipitacions arriben fins a 500 mm anuals) i a la pesca (uns 400 km de línia marítima a l'oceà Índic). Les dues grans ciutats, Marka i Barawa, desenvolupen el sector serveis, principalment banca i comunicacions.

## Història
La seva història forma part de la del Banadir (regió històrica), de la colònia del Benadir (després Somàlia Italiana) i de la Vall del Shabele.
Creada com a regió administrativa després del 1982, probablement per compensar la balança de clans al crear les regions el règim de Siad Barre, va romandre sense incidents fins al 1991. Després de la caiguda del general Barre, la regió fou feu dels clans. Després de l'evacuació de les forces de l'ONU el 1995 Muhammad Fara Hassan, àlies Aydid va ocupar el territori fins a la seva mort el 1996, però les milícies del clan habar gedir (dirigides pel seu fill) i els seus aliats locals (els clans que no eren rahanweyn) van continuar a la regió fins al 2006 quan la Unió de Corts Islàmiques va imposar el seu poder i finalment van entrar a Mogadiscio el juny. A finals de desembre les forces etíops eren a la regió i van ocupar Mogadiscio el 28 de desembre del 2006. Durant el 2007 es van reorganitzar els islamistes que van formar (setembre), units a altres grups i clans, l'Aliança pel Nou Alliberament de Somàlia, i el 2008 van ocupar diverses comarques més enllà del Shabele, al nord-oest de Mogadisció, mentre la major part de la resta romania feu dels clans, especialment del clan biyomal.